# Nanyan
Nanyan (kinesiska: 南燕乡, 南燕) är en socken i Kina. Den ligger i provinsen Sichuan, i den sydvästra delen av landet, omkring 240 kilometer öster om provinshuvudstaden Chengdu. Antalet invånare är 11 290. Befolkningen består av 5 334 kvinnor och 5 956 män. Barn under 15 år utgör 19,0 %, vuxna 15-64 år 68 %, och äldre över 65 år 12,0 %.
Genomsnittlig årsnederbörd är 1 469 millimeter. Den regnigaste månaden är september, med i genomsnitt 284 mm nederbörd, och den torraste är december, med 11 mm nederbörd.